# Johann Crüger

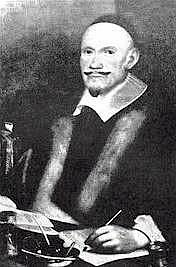
Johann Crüger

Johann Crüger, född 9 april 1598, död 23 februari 1662, tysk tonsättare och kantor i Berlin, en av sin tids främsta koralskapare. 
Han var från 1622 organist i Nikolaikyrkan i Berlin. Crüger var även en ansedd musikteoretiker.
Han gav ut flera upplagor av sin Praxis pietatis melica, bland annat 1647 och 1653. Han samarbetade mycket med psalmförfattaren Paul Gerhardt. Andra tryckta källor där hans kompositioner förekommit är till exempel D.M. Luthers Und anderer vornehmen geistreichen und gelehrten Männer Geistliche Lieder und Psalmen från 1653 (för psalmmelodi till huvudtexten "O min Jesus, dit du gått").
Crüger finns representerad i ett bland annat Den svenska psalmboken (1986) med flera tonsättningar där många används till flera psalmer: nr 5=369 och 525, nr 20=92, 93, 293, 307, nr 24, nr 91=157, 374, 408, nr 102=349, 394, 569, 581, nr 141=620, 305b=avvikande melodivarint för 452, nr 354, nr 363, nr 421=465, 466, 474, nr 507 samt nr 577.
I den finlandssvenska psalmboken (1986) används Crügers melodier till psalmerna nr 11=89, 372, 538 och 546, nr 63=241 och 449, nr 110, nr 125=163, 286 och 315, nr 208=288a och 459, nr 260, nr 271=483 samt nr 417=479.

## Koraler (i urval)
- Ande ifrån ovan (1986 nr 363) tonsatt 1653
- Din kärlek, Jesus, gräns ej vet (1921 nr 567, 1937 nr 237, 1986 nr 91), tonsatt 1653, huvudtext till 
  - Min högsta skatt, o Jesus kär (1695 nr 252, 1819 nr 186, 1937 nr 282) ombildad från en hugenottmelodi 1653 och anges 1921 vara huvudtext för 13 verk (nr 6, 32, 37, 72, 119, 121, 130, 253, 256, 280, 400, 527, 640):
  - Av dig, o Gud, jag kallad är (1819 nr 37)
  - Av rikedom och världslig fröjd (1819 nr 280)
  - Den korta stund jag vandrar här (1937 nr 119, 1986 nr 157) Finns på Wikisource.
  - Dig, Herre Gud, är ingen lik (1819 nr 32)
  - Du som av gudomsskötet går (1819 nr 130)
  - En vingård Gud planterat har (1921 nr 527)
  - Gud, du av inga skiften vet (1819 nr 6)
  - I nåd du, Herre, på oss tänkt (1819 nr 400, 1937 nr 495) Finns på Wikisource.
  - O gode Ande, led du mig (1937 nr 216, 1986 nr 408) Finns på Wikisource.
  - O Herre, för allt gott (1819 nr 256)
  - Om Jesus med i skeppet är (1921 nr 640)
  - På krubbans strå man lade dig (1819 nr 72, 1937 nr 34)
  - Se Herrens ord är rent och klart (=Hjälp, Gud, de trogna äro få) (1819 nr 121, 1937 nr 176, 1986 nr 374)
  - Som dig, Gud, täckes, gör med mig (1695 nr 264 troligen annan melodi då, 1819 nr 253, 1937 nr 327)
- Han på korset, han allena (1986 nr 141) bearbetning 1640 av en tonsättning av Johann Hermann Schein. Finns på Wikisource. Huvudtext till:
  - Herre Gud, för dig jag klagar (1986 nr 620) som tidigare användes för psalmen:
  - Säll är den som sina händer (1986 nr 244)
- Helige Fader, kom och var oss nära (1986 nr 20), tonsatt 1653 Finns på Wikisource. Huvudtext till:
  - Från våra kära, från våra vänner (1986 nr 307)
  - Kärlek av höjden (1986 nr 92) Finns på Wikisource.
  - Jesus, Guds Son, träd in i denna skara (1986 nr 93) = Konung och Präst, träd in i denna skara
  - Sanningens Ande, som av höjden talar (1921 nr 631, 1986 nr 293)
- Jesus, du min glädje (1986 nr 354) tonsatt 1653
- Med tacksam röst och tacksam själ (1986 nr 24), tonsatt 1653, samma som i vissa fall också används till (men anges inte så i psalmboken!):
  - Kom, låt oss nu förenas här (1986 nr 16)
- Nu tacka Gud, allt folk (1986 nr 5), tonsättning publicerad 1647 Finns på Wikisource. Huvudtext till:
  - Med pelarstoder tolv står Herrens helga kyrka (1986 nr 369)
  - Mitt hjärta, fröjda dig (1986 nr 525)
  - O Gud, som skiftar allt (1937 nr 389)
  - O store Allmakts-Gud
  - Väl mig i evighet (1937 nr 290)
- När vintermörkret kring oss står (1986 nr 421), tonsatt 1640 Finns på Wikisource. Huvudtext till:
  - Du som oss frälst ur syndens band (1986 nr 474)
  - Nu låt oss fröjdas med varann (1986 nr 466)
  - Nu kommen är vår påskafröjd (1986 nr 465)
- Sörj för mig, o Fader kär (1921 nr 592 men annan tonsättning 1986), tonsatt 1653, samma som till
  - O min Jesus, dit du gått (1819 nr 128, 1986 nr 577)
- Till natt det åter lider (1986 nr 507) bearbetat 1640 en tonsättning av Nikolaus Selnecker från 1587
- Tung och kvalfull vilar hela (1986 nr 102), tonsatt 1649, samma används till:
  - Kläd dig, själ, i högtidskläder (1986 nr 394)
  - Kristus, hjälten, han allena (1986 nr 581)
  - Länge, länge har mitt hjärta (1986 nr 349)
  - Tänk på honom som var frestad (1986 nr 569)
- Upp, alla verk som Herren gjort, tonsatt en variant som inte används i 1986 års psalmbok (möjligen i Lova Herren 1988) Finns på Wikisource.
- Var är den Vän, som överallt jag söker (1986 nr 305) Finns på Wikisource.
  - O Jesus kär, vad har väl du förbrutit (1986 nr 452) variant av melodin